# Jesús Mendoza Aguirre
Jesús Mendoza Aguirre (Jerez de la Frontera, 23 de febrero de 1977) es un exjugador profesional de fútbol español. Jugaba en la demarcación de lateral izquierdo, y fue el primer capitán y uno de los pilares de su equipo, el Xerez CD. donde ha desarrollado prácticamente toda su carrera deportiva. Su primer equipo fue el Portuense de la liga local. 

## Trayectoria
El día 1 de julio de 2009, Jesús Mendoza anuncia en una rueda de prensa su marcha del club por motivos personales. El jerezano que tenía contrato en vigor comentó que el máximo accionista del Xerez Deportivo, Joaquín Morales, le prometió hace meses que le dejaría marchar del equipo con la carta de libertad si el club conseguía el ascenso a Primera División. Además, para evitar sospechas de que su marcha fuera por motivos económicos, Mendoza aseguró que si la gente lo deseaba cuando él firmase un contrato con otro equipo se comprometía a enseñarlo. Por aquel entonces desde la prensa se decía que el capitán azulino había firmado un precontrato con el Rayo Vallecano hacía meses, y todos le veían fuera del Xerez. 
Sin embargo, el día 7 de julio de 2009, aparecía una noticia en la web oficial del Xerez Deportivo en la que aseguraban que Mendoza seguiría jugando para la entidad jerezana. En la noticia se podían leer las palabras de Jesús Mendoza, en las que destacaban que su decisión de quedarse se debía al apoyo de los compañeros, afición y de Joaquín Morales. Asimismo, agradeció el interés de los equipos que habían querido ficharlo, pero su ilusión era jugar con el equipo de su tierra y corazón en Primera División.
En el verano de 2009, Jesús Mendoza es nominado al mejor defensa de la Liga Adelante en la temporada 08-09 junto a Marc Bertrán y Dealbert. Una vez en Primera, las lesiones y las sanciones le perjudicaron y Mendoza solo pudo jugar 12 partidos.
En 2010, Mendoza se convierte en el segundo futbolista que más partidos ha jugado con el Xerez CD.
En 2011, llegando a superar ya los 400 partidos durante 12 temporadas en el club, el Consejo de Administración le concede la insignia de oro y brillantes. El 3 de marzo de 2012, supera el récord de más partidos jugados con el Xerez (412), que poseía Vicente Moreno Peris.
En verano de 2013 deja su equipo de toda la vida para jugar en el Atlético Sanluqueño Club de Fútbol, donde se retira a comienzos del año siguiente, para convertirse en entrenador del Xerez Club Deportivo poco después.
Tras su retirada, el 9 de julio de 2014, se estrenó en los banquillos como primer entrenador del club de toda su vida. el Xerez Club Deportivo. A la temporada siguiente fichó por el Trebujena C.F, consiguiendo un importantísimo ascenso a la categoría de Primera División Andaluza. También ha ocupado los banquillos del Jerez Industrial, del UD Villamartín, C.D Guadalcacín y actualmente, ocupa el del U. D. Roteña.

## Clubes
| Club                | Temporada | Categoría          | Partidos | Goles |
| ------------------- | --------- | ------------------ | -------- | ----- |
| Portuense           | 1998-1999 | Tercera División   | -        | -     |
| Xerez CD            | 1999-2000 | Segunda División B | 28       | 1     |
| Xerez CD            | 2000-2001 | Segunda División B | 25       | 1     |
| Xerez CD            | 2001-2002 | Segunda División   | 36       | 1     |
| Xerez CD            | 2002-2003 | Segunda División   | 15       | 1     |
| Xerez CD            | 2003-2004 | Segunda División   | 32       | 1     |
| Xerez CD            | 2004-2005 | Segunda División   | 37       | 0     |
| Xerez CD            | 2005-2006 | Segunda División   | 38       | 2     |
| Xerez CD            | 2006-2007 | Segunda División   | 39       | 3     |
| Xerez CD            | 2007-2008 | Segunda División   | 37       | 0     |
| Xerez CD            | 2008-2009 | Segunda División   | 36       | 0     |
| Xerez CD            | 2009-2010 | Primera División   | 12       | 0     |
| Xerez CD            | 2010-2011 | Segunda División   | 27       | 0     |
| Xerez CD            | 2011-2012 | Segunda División   | 35       | 3     |
| Xerez CD            | 2012-2013 | Segunda División   | 34       | 0     |
| Atlético Sanluqueño | 2013-2014 | Segunda División B | 15       | 2     |

## Palmarés
- Campeón de Segunda División de la temporada 2008/09 con el Xerez Club Deportivo.